# Anarchias
Anarchias (Bloch, 1795) è un genere di pesci ossei marini appartenenti all'ordine Anguilliformes.

## Distribuzione e habitat
L'areale di questo genere copre tutte le regioni tropicali e, in parte, subtropicali degli oceani, la maggioranza delle specie popola l'Indo-Pacifico. È riportata una cattura di A. euryurus nel mar Mediterraneo presso Nizza.
La maggior parte delle specie popola le barriere coralline o altri fondi duri a modeste profondità.

## Descrizione
Sono murene di taglia modesta che non supera i 30 cm.

## Tassonomia
Il genere conta 11 specie:
- Anarchias allardicei
- Anarchias cantonensis
- Anarchias euryurus
- Anarchias exulatus
- Anarchias galapagensis
- Anarchias leucurus
- Anarchias longicauda
- Anarchias schultzi
- Anarchias seychellensis
- Anarchias similis
- Anarchias supremus